# 山川龍雄
山川 龍雄（やまかわ たつお、1965年10月8日 - ）は、日本のジャーナリスト。テレビ東京解説委員。

## 略歴・人物
熊本県荒尾市出身。
熊本県立玉名高等学校卒業後、京都大学経済学部に進学。同大学卒業後の1989年に花王に入社。1991年日経BPに転職し、物流雑誌編集スタッフを経て1995年日経ビジネス記者に異動。主に商社を中心として編纂を担当したのち、2004年から2008年の間ニューヨーク支局長。日経ビジネス副編集長、日本経済新聞証券部次長を経て、2011年4月から日経ビジネス編集長、2014年4月から編集委員。2023年10月からテレビ東京解説委員。

## 出演
- ワールドビジネスサテライト（2018年4月5日 - 、テレビ東京）- 解説キャスター
- NIKKEI NEWS NEXT（BSテレビ東京）
- 日経サタデー ニュースの疑問（2024年7月6日 - 、BSテレビ東京）- メインキャスター

### 過去の出演番組
- BSニュース 日経プラス10（2017年4月4日 - 2018年3月29日、BSテレビ東京）- レギュラーキャスター
- 日経プラス10サタデー ニュースの疑問（2017年4月4日 - 2021年3月27日、BSテレビ東京）- メインキャスター
- 日経ニュース プラス9（BSテレビ東京）
- 日経プラス9サタデー ニュースの疑問（2021年4月3日 - 2024年6月29日、BSテレビ東京）- メインキャスター

## 著書
- 『「話す・聞く・書く」伝え方のシン・常識 半分にして話そう』（日経BP、2024年3月18日）